# Garbów (Opole)
Pour les articles homonymes, voir Garbów.
Garbów est une localité polonaise du gmina de Lubsza et située dans le powiat de Brzeg (voïvodie d'Opole).